# Кимсанов, Бури Хакимович
Бури Хакимович Кимсанов (1941—2004) — советский и таджикистанский химик, член-корреспондент АН Республики Таджикистан (1997).

## Биография
Окончил Таджикский государственный университет им. В. И. Ленина (1964).
Работал там же, доцент, в 1989—1992 профессор кафедры органической химии, в 1992—2004 зав. кафедрой высокомолекулярных соединений и химической технологии.
Доктор химических наук (1988), профессор (1990). Член-корреспондент АН Республики Таджикистан (1997).
Научные интересы: органическая химия, синтез, структура, физико-химические, биологические свойства линейных и циклических производных глицерина, создание малотоксичных фармацевтических средств и регуляторов роста растений.
Изобретатель СССР (1985). Отличник народного образования (1991). Заслуженный изобретатель РТ (1992). Награждён орденом «Шараф» (1998).
Сочинения:
- Химия гидроксилсодержащих соединений : Учеб. пособие / Б. Х. Кимсанов. — Душанбе : Тадж. ун-т, 1982-. — 20 см. Ч. 1. — Душанбе : Тадж. ун-т, 1982. — 143 с.
- Химия гидроксилсодержащих соединений : Учеб. пособие / Б. Х. Кимсанов. — Душанбе : ТГУ. — 20 см. Ч. 2. — Душанбе : ТГУ, 1983. — 118 с.
- Биологически активные производные глицерина/ Б. Х. Кимсанов, Д. Л. Рахманкулов, Р. Р. Чанышев [и др.]; Под общ. ред. Д. Л. Рахманкулова. — М. : Химия, 2003 (Уфа : ООО ДизайнПолиграфСервис). — 94, [1] с., 20 см. : ил., табл.; ISBN 5-7245-1174-6
- Физические и химические свойства глицерина / Д. Л. Рахманкулов, Б. Х. Кимсанов, Р. Р. Чанышев ; Под общ. ред. Д. Л. Рахманкулова. — М. : Химия, 2003 (ДизайнПолиграфСервис). — 199 с. : табл.; 20 см; ISBN 5-7245-1228-9
- Эпихлоргидрин. Методы получения, физические и химические свойства, технология производства / Д. Л. Рахманкулов, Б. Х. Кимсанов, Н. А. Локтионов и др.; Под общ. ред. Д. Л. Рахманкулова; [Введ. Э. М. Мовсумзаде]. — М. : Химия, 2003. — 241 с. : ил.; 21 см.